# Maurice Labro
Pour les articles homonymes, voir Labro (homonymie).
Maurice Labro, né le 21 septembre 1910 à Courbevoie et mort le 23 mars 1987 dans le 4e arrondissement de Paris, est un réalisateur et scénariste français.

## Biographie
Réalisateur discret sur son métier et sur sa vie, il réalisa 26 films en 20 ans de carrière, uniquement des séries B, la plupart du temps avec une unique vedette permettant de faire une affiche : ainsi Fernandel dans L'Héroïque Monsieur Boniface (1949) et Boniface somnambule en 1951, le comique Roger Nicolas avec Le Roi du bla bla bla (1951), le chanteur André Claveau dans Pas de vacances pour Monsieur le Maire (1951) ou encore Yves Deniaud célèbre à l'époque pour ses émissions radiophoniques avec Monsieur Leguignon lampiste (1952) et Leguignon guérisseur (1954). 
Dans la seconde partie de sa carrière Maurice Labro se tournera vers le film d'action et d'espionnage avec notamment Le fauve est lâché (1959) avec Lino Ventura ou Le Gorille a mordu l'archevêque (1963) avec Roger Hanin. 
Maurice Labro n'a aucun lien de parenté avec Philippe Labro.

## Filmographie
- 1933 : La Nuit des dupes - court métrage (coréalisateur : Pierre Weill)
- 1934 : J'épouserai mon mari - court métrage (coréalisateur : Pierre Weill)
- 1937 : Rails de neige, film documentaire, musique de Germaine Raynal[2]
- 1947 : Les Gosses mènent l'enquête avec François Patrice et Constant Rémy
- 1948 : Trois Garçons, une fille avec Jean Marchat et Gaby Morlay
- 1949 : L'Héroïque Monsieur Boniface avec Fernandel et Andrex
- 1950 : Le Tampon du capiston avec Rellys, Jean Tissier et Pauline Carton
- 1951 : Le Roi du bla bla bla avec Roger Nicolas
- 1951 : Boniface Somnambule avec Fernandel et Andrex
- 1951 : Pas de vacances pour Monsieur le Maire avec André Claveau
- 1952 : Monsieur Leguignon lampiste avec Yves Deniaud
- 1953 : Deux de l'escadrille avec Jean Richard, Roger Pierre et Magali Noël
- 1953 : La Route du bonheur (Saluti e baci), coréalisé avec Giorgio Simonelli, avec Philippe Lemaire et Catherine Erard
- 1954 : J'y suis, j'y reste avec Marguerite Pierry
- 1954 : Ma petite folie avec Jean Bretonnière et Geneviève Kervine
- 1954 : Leguignon guérisseur avec Yves Deniaud
- 1955 : On déménage le colonel avec Yves Deniaud et Jean Tissier
- 1956 : Villa sans souci avec Jean Bretonnière et Geneviève Kervine
- 1957 : Le Colonel est de la revue avec Yves Deniaud et Jean Tissier
- 1957 : Action immédiate avec Henri Vidal et Lino Ventura
- 1959 : Le fauve est lâché avec Lino Ventura et Estella Blain
- 1960 : Les Canailles avec Marina Vlady et Robert Hossein
- 1962 : Le Gorille a mordu l'archevêque avec Roger Hanin
- 1962 : Jusqu'à plus soif avec Juliette Mayniel et Bernadette Lafont
- 1963 : Le Captif avec Jean Chevrier et Barbara Laage
- 1963 : Blague dans le coin avec Fernandel et François Maistre
- 1964 : Coplan prend des risques avec Dominique Paturel et Virna Lisi
- 1965 : Corrida pour un espion avec Roger Hanin et Pascale Petit
- 1967 : Casse-tête chinois pour le judoka avec Marilù Tolo et Heinz Drache
- 1972 : La Feuille d'érable (série télévisée) avec Carole Laure